# John Collins (Basketballspieler)
John Martin Collins III (* 23. September 1997 in Layton, Utah) ist ein US-amerikanischer Basketballspieler. Er steht bei den Los Angeles Clippers in der NBA unter Vertrag.

## Karriere
Collins’ Karriere begann bei der Basketballmannschaft der Cardinal Newman High School in West Palm Beach im US-Bundesstaat Florida. Dort wurde er in seinem Abschlussjahr Spieler des Jahres der Florida Class 4A ernannt.
Nach der High School besuchte Collins die Wake Forest University, wo er zwei Jahre spielte. Nachdem er als Freshman von der Bank gekommen war, gelang ihm als Sophomore der Sprung in die Anfangsaufstellung. Collins führte seine Mannschaft mit 19,2 Punkten im Schnitt an, was dazu beitrug, dass er zum ACC Most Improved Player ernannt und in das First Team All-ACC berufen wurde.
Nach zwei Jahren bei Wake Forest entschied Collins, sich für den NBA-Draftverfahren 2017 anzumelden, bei dem er an 19. Stelle von den Atlanta Hawks ausgewählt wurde. Er spielte eine sehr überzeugende Rookiesaison, an deren Ende er sich als Starter festsetzte. Er kam in 74 Saisonspielen bei einer sehr guten Feldtrefferquote von 57,6 % auf durchschnittlich 10,5 Punkte. Zudem gelangen ihm 7,3 Rebounds und 1,3 Blocks pro Spiel. Am Ende der Saison wurde er in das NBA All-Rookie Second Team gewählt. In seinem zweiten Jahr legte Collins eine erhebliche Steigerung hin und erzielte für Atlanta im Durchschnitt 19,5 Punkte, 9,8 Rebounds und 2,0 Assists je Begegnung.
Anfang November 2019 wurde gegen Collins eine Sperre von 25 Spielen ausgesprochen, nachdem in einer Dopingprobe Spuren eines Stoffes gefunden worden waren, der die Ausschüttung von Wachstumshormonen fördert. Collins gab an, ein Nahrungsergänzungsmittel eingenommen zu haben, von dem ihm nicht bekannt gewesen sei, dass es den verbotenen Stoff enthielt.
Sportlich gesehen spielte Collins bei den Hawks mit 21,6 Punkte, 10,1 Rebounds und 1,6 Blocks pro Spiel seine beste Saison. Er unterschrieb im Sommer 2021 einen mit 125 Millionen US-Dollar dotierten Fünfjahresvertrag. Seine Leistungen aus der Saison 2020 konnte er jedoch nur noch selten bestätigen und kam in der Saison 2022/23 auf 13,1 Punkte und 6,5 Rebounds.
Im Sommer 2023 transferierten die Hawks Collins für Rudy Gay und ein künftiges Draftauswahlrecht (zweite Runde) zu den Utah Jazz. In Utah spielte er bis 2025, im Sommer 2025 wurde er im Rahmen eines Tauschhandels, an dem insgesamt drei Mannschaften beteiligt waren, an die Los Angeles Clippers abgegeben.

## Statistiken

### NBA

#### Hauptrunde
| Jahr    | Team    | GP  | GS  | MPG  | FG%  | 3P%  | FT%  | RPG  | APG | SPG | BPG | PPG  |
| ------- | ------- | --- | --- | ---- | ---- | ---- | ---- | ---- | --- | --- | --- | ---- |
| 2017–18 | Atlanta | 74  | 26  | 24.1 | .576 | .340 | .715 | 7.3  | 1.3 | 0.6 | 1.1 | 10.5 |
| 2018–19 | Atlanta | 61  | 59  | 30.0 | .560 | .348 | .763 | 9.8  | 2.0 | 0.4 | 0.6 | 19.5 |
| 2019–20 | Atlanta | 41  | 41  | 33.2 | .583 | .401 | .800 | 10.1 | 1.5 | 0.8 | 1.6 | 21.6 |
| 2020–21 | Atlanta | 63  | 63  | 29.3 | .556 | .399 | .833 | 7.4  | 1.2 | 0.5 | 1.0 | 17.6 |
| 2021–22 | Atlanta | 54  | 53  | 30.8 | .526 | .364 | .793 | 7.8  | 1.8 | 0.6 | 1.0 | 16.2 |
| 2022–23 | Atlanta | 71  | 71  | 30.0 | .508 | .292 | .803 | 6.5  | 1.2 | 0.6 | 1.0 | 13.1 |
| 2023–24 | Utah    | 68  | 66  | 28.0 | .532 | .371 | .795 | 8.5  | 1.1 | 0.6 | 0.9 | 15.1 |
| Gesamt  | Gesamt  | 432 | 379 | 29.0 | .548 | .358 | .785 | 8.1  | 1.4 | 0.6 | 1.0 | 15.7 |

#### Play-offs
| Saison | Team    | GP | GS | MPG  | FG % | 3P % | FT % | RPG | APG | SPG | BPG | PPG  |
| ------ | ------- | -- | -- | ---- | ---- | ---- | ---- | --- | --- | --- | --- | ---- |
| 2021   | Atlanta | 18 | 18 | 32.0 | .549 | .357 | .833 | 8.7 | 0.9 | 0.4 | 0.6 | 13.9 |
| 2022   | Atlanta | 5  | 4  | 24.3 | .487 | .364 | .500 | 4.6 | 1.2 | 0.4 | 0.2 | 9.4  |
| 2023   | Atlanta | 6  | 6  | 27.4 | .433 | .344 | .833 | 4.3 | 0.8 | 0.3 | 1.0 | 11.3 |
| Gesamt | Gesamt  | 29 | 28 | 29.7 | .516 | .354 | .769 | 7.1 | 0.9 | 0.4 | 0.6 | 12.6 |

### College
| Jahr    | Team        | GP  | GS | MPG  | FG%  | 3P%  | FT%  | RPG | APG | SPG | BPG | PPG  |
| ------- | ----------- | --- | -- | ---- | ---- | ---- | ---- | --- | --- | --- | --- | ---- |
| 2015–16 | Wake Forest | 31  | 1  | 14.4 | .547 | –    | .691 | 3.9 | 0.2 | 0.3 | 0.7 | 7.3  |
| 2016–17 | Wake Forest | 33  | 33 | 26.6 | .622 | .000 | .745 | 9.8 | 0.5 | 0.6 | 1.6 | 19.2 |
| Gesamt  | Gesamt      | 135 | 85 | 26.8 | .566 | .000 | .729 | 7.0 | 0.4 | 0.5 | 1.2 | 13.4 |